# Communauté d'agglomération de l'Auxerrois
Pour les articles homonymes, voir Auxerrois.
La communauté d'agglomération de l'Auxerrois est une communauté d'agglomération française, située dans le département de l'Yonne en région Bourgogne-Franche-Comté.

## Historique
La communauté de communes de l'Auxerrois avait été créée le 16 mai 2005 et était devenue une communauté d'agglomération le 1er janvier 2011.
Le 1er janvier 2017, une nouvelle communauté d'agglomération est formée par la fusion avec huit communes issues de la communauté de communes du Pays coulangeois : Coulanges-la-Vineuse, Escamps, Escolives-Sainte-Camille, Gy-l'Évêque, Irancy, Jussy, Vincelles et Vincelottes.

## Territoire communautaire

### Composition
La communauté d'agglomération est composée des 29 communes suivantes :

| Nom                       | Code Insee | Gentilé          | Superficie (km2) | Population (dernière pop. légale) | Densité (hab./km2) |
| ------------------------- | ---------- | ---------------- | ---------------- | --------------------------------- | ------------------ |
| Auxerre (siège)           | 89024      | Auxerrois        | 49,95            | 35 236 (2022)                     | 705                |
| Appoigny                  | 89013      | Eponiens         | 22,09            | 3 133 (2022)                      | 142                |
| Augy                      | 89023      |                  | 5,05             | 963 (2022)                        | 191                |
| Bleigny-le-Carreau        | 89045      | Bleignacois      | 10,29            | 282 (2022)                        | 27                 |
| Branches                  | 89053      | Branchois        | 10,99            | 435 (2022)                        | 40                 |
| Champs-sur-Yonne          | 89077      | Champicaunais    | 4,39             | 1 534 (2022)                      | 349                |
| Charbuy                   | 89083      | Charbuysiens     | 23,4             | 1 870 (2022)                      | 80                 |
| Chevannes                 | 89102      |                  | 23,54            | 2 145 (2022)                      | 91                 |
| Chitry                    | 89108      | Chitriens        | 15,2             | 348 (2022)                        | 23                 |
| Coulanges-la-Vineuse      | 89118      |                  | 10,59            | 787 (2022)                        | 74                 |
| Escamps                   | 89154      |                  | 22,21            | 853 (2022)                        | 38                 |
| Escolives-Sainte-Camille  | 89155      | Escolivois       | 7,52             | 714 (2022)                        | 95                 |
| Gurgy                     | 89198      | Gurgycois        | 13,12            | 1 724 (2022)                      | 131                |
| Gy-l'Évêque               | 89199      |                  | 15,02            | 446 (2022)                        | 30                 |
| Irancy                    | 89202      | Irancyçois       | 11,98            | 243 (2022)                        | 20                 |
| Jussy                     | 89212      |                  | 7,28             | 355 (2022)                        | 49                 |
| Lindry                    | 89228      | Lindrycois       | 15,23            | 1 334 (2022)                      | 88                 |
| Monéteau                  | 89263      | Monestésiens     | 18,19            | 4 113 (2022)                      | 226                |
| Montigny-la-Resle         | 89265      | Montignais       | 16,19            | 582 (2022)                        | 36                 |
| Perrigny                  | 89295      |                  | 12,62            | 1 254 (2022)                      | 99                 |
| Quenne                    | 89319      |                  | 8,72             | 489 (2022)                        | 56                 |
| Saint-Bris-le-Vineux      | 89337      | Saint-Brisiens   | 31,23            | 1 024 (2022)                      | 33                 |
| Saint-Georges-sur-Baulche | 89346      | Baulchois        | 9,6              | 3 176 (2022)                      | 331                |
| Vallan                    | 89427      | Vallanais        | 11,7             | 675 (2022)                        | 58                 |
| Venoy                     | 89438      |                  | 22,74            | 1 747 (2022)                      | 77                 |
| Villefargeau              | 89453      | Villefargeaulais | 13,77            | 1 101 (2022)                      | 80                 |
| Villeneuve-Saint-Salves   | 89463      |                  | 7,04             | 257 (2022)                        | 37                 |
| Vincelles                 | 89478      |                  | 12,53            | 910 (2022)                        | 73                 |
| Vincelottes               | 89479      | Vincelottois     | 1,85             | 282 (2022)                        | 152                |

### Démographie
| 1968   | 1975   | 1982   | 1990   | 1999   | 2009   | 2014   | 2020   |
| ------ | ------ | ------ | ------ | ------ | ------ | ------ | ------ |
| 53 624 | 60 755 | 66 770 | 68 983 | 69 026 | 69 663 | 68 339 | 67 237 |

## Administration

### Siège
Le siège de la communauté d'agglomération est situé à Auxerre.

### Les élus
Le conseil communautaire de la communauté d'agglomération se compose de 64 conseillers, représentant chacune des communes membres et élus pour une durée de six ans.
Ils sont répartis comme suit :
| Nombre de conseillers | Communes                                       |
| --------------------- | ---------------------------------------------- |
| 31                    | Auxerre                                        |
| 3                     | Monéteau                                       |
| 2                     | Appoigny, Chevannes, Saint-Georges-sur-Baulche |
| 1 (+1 suppléant)      | les 24 autres communes                         |

### Présidence
À la suite des élections municipales de 2020, le conseil communautaire réuni le 10 juillet 2020 a élu comme président, Crescent Marault, ainsi que 11 vice-présidents et 7 conseillers délégués.
| Période                                  | Période  | Identité         | Étiquette   | Qualité                       |
| ---------------------------------------- | -------- | ---------------- | ----------- | ----------------------------- |
| Les données manquantes sont à compléter. |          |                  |             |                               |
| 2008                                     | 2020     | Guy Ferez        | PS puis DVC | Maire d'Auxerre (2001 → 2020) |
| 2020                                     | En cours | Crescent Marault | LR          | Maire d'Auxerre (2020 → )     |

### Compétences
- Collecte et traitement des déchets des ménages et déchets assimilés
- Eau (Traitement, Adduction, Distribution)
- Assainissement collectif et non collectif
- Lutte contre les nuisances sonores
- Qualité de l'air
- Politique du cadre de vie
- Protection et mise en valeur de l'environnement
- Action sociale
- Dispositifs contractuels de développement urbain, de développement local et d'insertion économique et sociale
- Création, aménagement, entretien et gestion de zone d'activités industrielle, commerciale, tertiaire, artisanale ou touristique
- Création, aménagement, entretien et gestion de zone d'activités portuaire ou aéroportuaire
- Action de développement économique (soutien des activités industrielles, commerciales ou de l'emploi, soutien des activités agricoles et forestières...)
- Tourisme
- Construction ou aménagement, entretien, gestion d'équipements ou d'établissements culturels, socioculturels, socioéducatifs, sportifs
- Actions de soutien à l'enseignement supérieur
- Activités culturelles ou socioculturelles
- Activités sportives
- Schéma de cohérence territoriale (SCoT)
- Schéma de secteur
- Création et réalisation de zone d'aménagement concertée (ZAC)
- Constitution de réserves foncières
- Organisation des transports urbains (pour Auxerre, Saint-Georges, Monéteau, Perrigny)
- Plans de déplacement urbains
- Études et programmation
- Création, aménagement, entretien de la voirie
- Programme local de l'habitat
- Amélioration du parc immobilier bâti d'intérêt communautaire
- NTIC (Internet, fibre...)
- Réalisation d'aire d'accueil ou de terrains de passage des gens du voyage
- Autres

### Régime fiscal et budget
Le régime fiscal de la communauté d'agglomération est la fiscalité professionnelle unique (FPU).